# Antonio Castello
Antonio Castello (Roma, 23 de abril de 1945) es un deportista italiano que compitió en ciclismo en la modalidad de pista, especialista en la prueba de persecución por equipos.
Ganó tres medallas en el Campeonato Mundial de Ciclismo en Pista entre los años 1966 y 1969.

## Medallero internacional
| Campeonato Mundial | Campeonato Mundial       | Campeonato Mundial | Campeonato Mundial          |
| Año                | Lugar                    | Medalla            | Competición                 |
| ------------------ | ------------------------ | ------------------ | --------------------------- |
| 1966               | Fráncfort (RFA)          | Medalla de oro     | Persecución por equipos (A) |
| 1967               | Ámsterdam (Países Bajos) | Medalla de plata   | Persecución por equipos (A) |
| 1969               | Brno (Checoslovaquia)    | Medalla de plata   | Persecución por equipos (A) |